# Gastranurida denisi
Genre
Espèce
Synonymes
- Anurida denisi Bagnall, 1939
- Paranura hibernica Bagnall, 1941

Gastranurida denisi, unique représentant du genre Gastranurida, est une espèce de collemboles de la famille des Neanuridae.

## Distribution
Cette espèce se rencontre en Europe.

## Publications originales
- Bagnall, 1939 : Notes on British Collembola. Entomologist's Monthly Magazine, vol. 75, p. 21-28, 56-59, 91-102, 188-200.
- Bagnall, 1949 : Notes on British Collembola. Entomologist's Monthly Magazine, vol. 85, p. 51-61.